# Adelheid Popp
Adelheid Popp, Adelheid Dworschak, (Inzersdorf, Viena, Austria,11 de febrero de 1869-Viena,7 de marzo de 1939) fue una feminista y socialista austriaca que trabajó como periodista y política.

## Biografía
Vivió y creció en un ambiente violento porque su padre era alcohólico abusivo, y a los 6 años cuando murió dejó a su familia empobrecida. Recibió tres años de educación formal, a los 10 años dejó la escuela para ayudar a mantener su familia. Trabajó brevemente como empleada doméstica, como aprendiz de costurera, tejiendo pañuelos, y finalmente como obrera en una fábrica.
 

A mediados de la década de 1880 se interesó por la política. Un amigo de su hermano la introdujo en el movimiento social de la clase trabajadora y en los periódicos y la literatura socialdemócratas. Leyó informes sobre las condiciones de vida de las familias de clase trabajadora y se relacionó con sus luchas, habiendo crecido empobrecida se dio cuenta de que no era solo ella sino que la pobreza era universal y producto de una sociedad injusta. En 1889 asistió a su primera reunión pública,fue la única mujer en la reunión, del Partido de los Trabajadores Socialdemócratas,con su hermano Durante sus últimos años en el Parlamento, se dedicó a la legislación social y a las cuestiones de la mujer. Adelheid Popp propuso proyectos de ley para la reforma de la ley de familia, que se centraron en anular el poder ilimitado de los hombres como cabezas de familia. También luchó por la legalización del aborto y la igualdad salarial. A pesar de los esfuerzos, la mayoría de sus propuestas fueron rechazadas debido a la mayoría de la oposición conservadora. A principios de la década de 1930 renunció al Parlamento. 

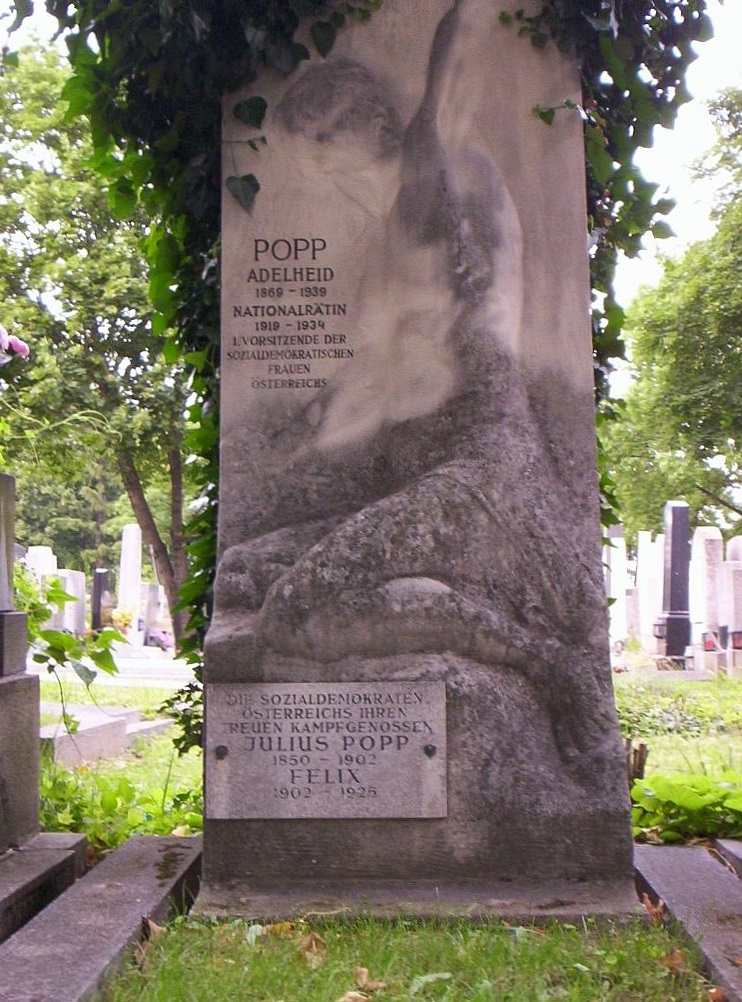
Zentralfriedhof, Viena - tumba de Adelheid y Julius Popp

El 7 de mayo de 1939 murió por complicaciones de un derrame cerebral en Viena.

## Trayectoria

### En política
Adelheid Popp participó activamente en el Partido de los Trabajadores Socialdemócratas y en 1891 se convirtió en la primera oradora pública y delegada oficial del partido. En 1891, se unió a la Asociación Educativa de Mujeres Trabajadoras, que fue fundada por mujeres activas en el movimiento socialdemócrata en 1890. Daría su primer discurso en una reunión de la asociación, inspirada por un orador que describía las condiciones laborales de las mujeres. Adelheid Popp se puso de pie y compartió sus propias experiencias exigiendo la necesidad de  educación de las mujeres. Después de su discurso improvisado, la audiencia, en su mayoría hombres, aplaudió y solicitó copias escritas del discurso. Se convirtió en la editora en jefe del periódico social de mujeres, Die Arbeiterinnenzeitung, en octubre de 1892. En 1893 organizó la primera huelga de trabajadoras de la confección de mujeres en Viena. Para el SDAP, abogó por una cuota, que requería un cierto número de votos de las mujeres durante la toma de decisiones en el Partido. Criticó a los sindicalistas por exigir que la afiliación a las organizaciones de mujeres se limitara a las afiliadas a sindicatos, cuando los sindicatos no permitían afiliarse a mujeres en general y porque muchas mujeres trabajaban en el sector del servicio doméstico no sindicalizado.
En el siglo XX Adelheid Popp creó el Sindicato de Trabajadoras a Domicilio en 1902, seguido por la Asociación de Mujeres y Niñas Socialdemócratas en 1907. Sería elegida para la Asamblea Nacional Constituyente y luego, como una de las siete mujeres socialdemócratas, para el Parlamento de Austria en 1919. En este cargo, fue la primera mujer en hablar en el parlamento. Durante sus últimos años en el Parlamento, se dedicó a la legislación social y a las cuestiones relacionadas con la mujer. Popp propuso proyectos de ley para la reforma del derecho de familia, que se centraban en anular el poder ilimitado de los hombres como cabezas de familia. También luchó por la legalización del aborto y la igualdad salarial. A pesar de sus esfuerzos, la mayoría de sus propuestas fueron rechazadas por la mayoría conservadora de la oposición. A principios de la década de 1930 dimitió del Parlamento. El 7 de mayo de 1939 falleció en Viena por complicaciones de un derrame cerebral.

### Como escritora
En 1909, Popp publicó Die Jugendgeschichte einer Arbeiterin (en inglés: La autobiografía de una mujer trabajadora ), que exploró cómo la clase y el género dieron forma a sus elecciones de vida. El libro se centró en su miserable infancia y juventud proletaria, que se utilizó como centro de su argumento exigiendo un cambio social y político. Siguiendo su autobiografía, fue Haussklavinnen (inglés: Domestic Slaves ), en 1912, que fue su estudio sobre los sirvientes domésticos .

## Reconocimientos
Adelheid Popp es una figura destacada en la pieza de instalación The Dinner Party de Judy Chicago, siendo representada como uno de los 999 nombres en el Heritage Floor . 

## Obras
- The Autobiography of a Working Woman, (publicado anónimamente), Prólogo de August Bebel, publicado por Ernst Reinhardt, Munich 1909, nueva edición: Dietz 1983,ISBN 978-3-8012-3002-9
- Recuerdos; De mis años de infancia y adolescencia. Por Adelheid Popp, Stuttgart: Dietz 1915